# 앨런 크레이그
앨런 토마스 크레이그(영어: Allen Thomas Craig, 1984년 7월 18일 ~ )  전 메이저 리그 베이스볼 팀 보스턴 레드삭스 선수이다. 세인트루이스 카디널스는 2006년 캘리포니아 대학교 버클리에 재학하고 있던 그를 지명하였고, 2010년 카디널스에서 그의 메이저 리그 데뷔전을 치렀다. 주 보직인 외야수와 1루수 외에도, 그는 유격수, 포수, 투수를 제외한 모든 포지션에 출장한 기록이 있다.
그는 2007년부터 2009년까지 마이너 리그에서 매년 3할 이상의 타율과 최소 20홈런 이상을 기록하였다. 2013년까지 MLB에서 .306의 타율을 기록하여 득점권 주자 생산 능력을 향상시켰다. 2012년에는 득점권 타율 4할을 찍었으며, 다음 시즌 그는 .454의 득점권 타율을 기록하였는데, 이는 메이저 리그 베이스볼 역대 3위에 드는 기록이다.
크레이그는 두 번의 월드 시리즈에 출전하여 역사적인 기록을 만들어냈다. 그는 2011년 월드 시리즈에서 3번의 승리 타점을 기록하며 최고 기록과 타이를 이루었다. 2013년에서는 상대 팀의 주루방해로 인한 결승 득점을 최초로 올린 선수가 되었다.

## 어린 시절과 아마추어 시절
앨런 크레이그는 캘리포니아주의 미션비에호에서 태어났다.

## 같이 보기
- 득점권